# Boleslav Plaček
Boleslav rytíř Plaček (3. ledna 1846 Chrudim – 18. prosince 1908 Kutná Hora) byl rakouský a český právník a politik, na přelomu 19. a 20. století poslanec Českého zemského sněmu a Říšské rady.

## Biografie
Jeho otcem byl právník a spisovatel František Plaček. Boleslav Plaček absolvoval práva na Karlo-Ferdinandově univerzitě v Praze. Od roku 1867 působil v soudní praxi. Od roku 1870 byl soudním adjunktem v Libochovicích. Roku 1872 získal titul doktora práv. Pracoval pak v advokátní kanceláři Jana Kučery. Od roku 1876 do roku 1889 potom provozoval vlastní advokátní kancelář v Kutné Hoře (podle jiného zdroje měl svou advokátní kancelář v Praze). Od roku 1895 byl přihlášen jako obyvatel Prahy na Královských Vinohradech, v domě čp. 698 Josefíny Valáškové Následně žil jako soukromník v Kutné Hoře.
V 90. letech 19. století se zapojil i do zemské politiky. Ve volbách v roce 1895 byl zvolen v městské kurii (volební obvod Kutná Hora) do Českého zemského sněmu. Politicky patřil k mladočeské straně. Poslanecké křeslo si podržel do roku 1898, kdy rezignoval. Ve volbách roku 1897 byl zvolen i do Říšské rady (celostátní zákonodárný sbor). Zastupoval městskou kurii, obvod Litomyšl, Ústí nad Orlicí atd. Mandát obhájil ve volbách roku 1901. Poslanecký slib složil 5. února 1901.
Patřil k radikálnímu liberálnímu křídlu mladočeské strany. Když koncem století vrcholily české protesty okolo zrušení Badeniho jazykových nařízení, podporoval mladočeské parlamentní obstrukce. Zároveň ale sledoval realistickou politiku Josefa Kaizla a počátkem století se podílel na vyrovnávacích jednáních, která iniciovala vláda Ernesta von Koerbera. Zaměřoval se na finanční a jazykové otázky a publikoval v těchto oborech několik politických spisů (Náš program na uspořádání jazykových poměrů, 1902). Zajímal se také o tematiku pošt a byl referentem mladočeského klubu v poštovních otázkách. Kvůli odlišným postojům vystoupil v posledních letech svého působení na Říšské radě z mladočeského klubu a byl nezařazeným poslancem. Ve volbách roku 1907 kandidoval do vídeňského parlamentu coby nezávislý, ale porazil ho národně sociální kandidát.
Přátelil se se svým spolužákem z právnické fakulty Emanuelem Štěpánem Bergerem (1844 - 1897).
Oženil se v Kutné Hoře až r. 1902 a z manželství s Annou Zelinkovou (o 22 let mladší) se narodila dcera Marie (*1905). Boleslav Plaček zemřel v prosinci 1908 na následky dlouhodobého onemocnění cukrovkou. Pohřben byl na hřbitově u Všech Svatých v Kutné Hoře.